# The Legend of Zelda: Spirit Tracks
The Legend of Zelda: Spirit Tracks (jap. ゼルダの伝説　大地の汽笛, Zeruda no Densetsu: Daichi no Kiteki, wörtlich: „Die Legende von Zelda: Dampfpfeife der Erde“) ist ein Videospiel von Nintendo für die portable Konsole Nintendo DS. Es wurde am 23. Dezember 2009 in Japan veröffentlicht und erschien am 7. Dezember 2009 in den Vereinigten Staaten sowie am 11. Dezember 2009 im europäischen Raum.
Spirit Tracks ist nach Link’s Awakening und Phantom Hourglass der dritte  Zelda-Titel für eine Handheld-Konsole, der von Nintendo entwickelt wurde, und das zweite Zelda-Spiel für den DS.

## Handlung
Link absolviert eine Ausbildung zum Lokführer. Das Spiel beginnt mit seiner Prüfung, einer Fahrt ins Schloss Hyrule. Dort verleiht ihm Prinzessin Zelda sein Diplom. Während der Zeremonie gibt Zelda ihm einen Brief, welcher ihn bittet, in ein Zimmer im Schloss zu kommen. Dort wartet Zelda auf ihn und bittet ihn, sie aus dem Schloss zu begleiten. Gemeinsam brechen die beiden zum Turm der Götter auf; einem mächtigen Bauwerk, in dem der Dämonenkönig Marado eingesperrt wurde. Bei ihrer Ankunft müssen sie entsetzt feststellen, dass die Schienen der Götter, die dem Turm seine Energie verleihen, verschwunden sind. Zwei Diener des Dämonenkönigs rauben daraufhin Zeldas Körper, um ihrem Herrscher zur Rückkehr zu verhelfen. Link und Zelda, die fortan ein Geist ist, brechen in ein Abenteuer auf, um Zeldas Körper wieder zu erlangen und Marado endgültig zu besiegen. Dabei helfen ihnen unter anderem die Lokomo, Halbgötter, die über die Menschenwelt wachen. 
Spirit Tracks ist das erste Zelda-Spiel, in dem Link direkt von Prinzessin Zelda begleitet und unterstützt wird. Sie nimmt dabei meist eine ähnliche Funktion wie Ciela in TLoZ: Phantom Hourglass ein, ist aber manchmal in der Rüstung eines Phantoms steuerbar. 
Weiterhin ist es an The Legend of Zelda: Phantom Hourglass angelehnt und hängt auch mit The Legend of Zelda: The Wind Waker zusammen, da in der Handlung viele Gemeinsamkeiten zu den Vorgängern existieren und Anspielungen gemacht werden.

## Spielmechanik
Das Spiel verwendet die Engine seines Vorgängers Phantom Hourglass und ist deswegen von der Spielmechanik sehr ähnlich. Das Spiel wird nahezu vollständig über den Touchscreen des Nintendo DS bedient. Link kann per Tippen des Touchpens auf dem Touchscreen bewegt werden, Angriffe erfolgen entweder durch Berührung des Gegners mit dem Touchpens oder dem Streichen des Touchpens über den Touchscreen. Für bestimmte Gebrauchsgegenstände (Items) wie den Bumerang können in einem bestimmten Radius um die Spielfigur Bewegungsbahnen gezeichnet werden, während andere Items wie Pfeil und Bogen oder Wirbelwind in jedem beliebigen Winkel von 360° um die Spielfigur eingesetzt werden können. Dabei muss für einige Items auch das interne Mikrofon benutzt werden.
Im Spiel muss der Spieler mehrere thematisch verschiedene Dungeons aufsuchen und deren Endgegner besiegen, um die Schienen der Götter wieder reaktivieren zu können.
Ein besonderes Labyrinth stellt dabei der Turm der Götter dar. Dieser kann erst nach und nach vom Spieler erforscht werden, da er durch das Verschwinden der Schienen der Götter ebenfalls zerfallen ist. Nach jedem erfolgreich absolvierten Dungeon kann ein neuer Abschnitt des Turms erforscht werden. In diesen Abschnitten kann der Spieler ebenfalls die Kontrolle über Zelda übernehmen, welche in die aus dem Vorgänger bereits bekannten Phantome eindringen und diese kontrollieren kann. Die Steuerung Zeldas erfolgt dabei indirekt, indem der Spieler mit dem Stylus die Bewegungsbahn aufzeichnet und Zelda auf ihrem Weg zum Ziel bestimmte Aktionen ausführen kann wie Gegner angreifen oder Schalter aktivieren. Je nach Typ des übernommenen Phantoms stehen dabei andere Aktionsmöglichkeiten zur Verfügung.
Zwischen den einzelnen Schauplätzen kann sich der Spieler per Zug auf den Schienen der Götter bewegen, sowie Transportaufträge erfüllen, welche wiederum weitere optionale Schienenwege freischalten.

## Mehrspieler-Modus
Im Mehrspieler-Modus können bis zu vier Spieler als Link auf Force-Kristalljagd gehen. Gewinner ist der Spieler, der am Ende die meisten dieser Kristalle hat. Das  Spiel wird durch computergesteuerte Phantome und Items abwechslungsreich gestaltet.

## Technik
Spirit Tracks verwendet die gleiche Cel-Shading Grafik-Engine wie Phantom Hourglass.
Das Mikrofon des Nintendo DS wird für diverse Rätsel sowie das Spielen der Panflöte eingesetzt.

## Kritiken
Die Durchschnittswertung laut critify.de beträgt 90/100 bei 20 Rezensionen sowie laut metacritic.com 87/100 basierend auf 46 Rezensionen.
Im Rahmen der gamescom 2009 wurde das Spiel als bestes Handheld-Spiel ausgezeichnet.